# Leptostylus annulipes
Leptostylus annulipes là một loài bọ cánh cứng trong họ Cerambycidae.